# Obradovce
Obradovce (em cirílico: Обрадовце) é uma vila da Sérvia localizada no município de Crna Trava, pertencente ao distrito de Jablanica, na região de Vlasina. A sua população era de 23 habitantes segundo o censo de 2002.

## Demografia
| 1948 | 1953 | 1961 | 1971 | 1981 | 1991 | 2002 | 2011 |
| ---- | ---- | ---- | ---- | ---- | ---- | ---- | ---- |
| 113  | 102  | 90   | 70   | 48   | 38   | 31   | 23   |